# Вулька-Ратайська
Вулька-Ратайська (пол. Wólka Ratajska) — село в Польщі, у гміні Годзішув Янівського повіту Люблінського воєводства.
Населення — 540 осіб (2011).
У 1975-1998 роках село належало до Тарнобжезького воєводства.

## Демографія
Демографічна структура станом на 31 березня 2011 року:
|          | Загалом | Допрацездатний вік | Працездатний вік | Постпрацездатний вік |
| -------- | ------- | ------------------ | ---------------- | -------------------- |
| Чоловіки | 267     | 63                 | 165              | 39                   |
| Жінки    | 273     | 59                 | 142              | 72                   |
| Разом    | 540     | 122                | 307              | 111                  |